# Вивєнка (річка)
Ви́вєнка (Енмиваям; рос. Вывенка, Энмываям) — річка в Росії, на Камчатці. Протікає по території Олюторського району Камчатського краю.
Довжина річки становить 395 км, площа басейну — 13 тис. км².
Річка починається з озера Горне, що лежить на висоті 389 м над рівнем моря, біля північно-східного підніжжя Вєтвєйського хребта. Протікає на південний захід по широкій міжгірській долині. Впадає до затоки Корфа Берингового моря.
Русло широке, багато рукавів, стариць та річкових островів. В гирлі розширюється, де утворює невеликий лиман з піщаною косою. Живлення снігове та дощове.
Найбільші притоки:
- праві — Вахавнітваям, Майнгилуловаям, Хайліноваям, Навкирваям, Огінраваям, Тапєльваям, Лєвтиріниваям, Вєтвєй, Вєтроваям, Лататиргінваям, Гилленваям, Майнгивамтуваям;
- ліві — Іночвіваям, Тил'оваям.

В басейні знаходяться багато озер, найбільші — Горне, Продолговате, Рогате, Болотне, Лалагитгин, Велике Криве, Нгеюгитгин, Тильогитгин, Майнгигитгин.
На річці розташовані села Хаїліно та Вивєнка (в гирлі), та два покинутих Вєтвєй та Усть-Вивєнка.